# Museo Pachamama (Santa Clara del Mar)
El Museo Municipal de Ciencias Naturales Pachamama es un museo de historia natural situado en la ciudad de Santa Clara del Mar, en el partido de Mar Chiquita, en la provincia de Buenos Aires, en Argentina. Es uno de los museos municipales del sudeste de la provincia de Buenos Aires, por lo tanto custodio de un patrimonio único en el mundo, y forma parte de la Secretaría de Cultura, Educación, Ciencia y Tecnología de este municipio.
La zona costera del sudeste de la provincia de Buenos Aires, en Argentina, se caracteriza por ser un registro de la evolución del paisaje de los últimos cuatro millones de años y un yacimiento notable de vertebrados fósiles. En el partido de Mar Chiquita se encuentra el registro de un momento y lugar únicos en el mundo en la evolución de los climas y los ambientes de la parte austral del continente sudamericano, tal como es la presencia conjunta de fauna autóctona de América del Sur e inmigrante de América del Norte (Gran Intercambio Biótico Interamericano –GABI).
El Museo permite a sus visitantes explorar y conocer parte de esa evolución, en un apasionante viaje por el tiempo junto a los increíbles mamíferos que allí vivieron, para tener una mirada diferente de nuestro Universo.
En la exposición permanente, los restos fósiles de perezosos gigantes, gliptodontes, tigres dientes de sable, mastodontes, caballos fósiles y otros, revelan al visitante cómo era Mar Chiquita durante el Pleistoceno y el Holoceno, hace miles de años. El visitante además será sorprendido por las Exposiciones Temporarias

## Identidad del Museo
La visión del Museo: Influir positivamente a las personas
La Misión del Museo: Influir positivamente a las personas al brindarles la mejor experiencia participativa de conocimiento acerca de la biodiversidad, la evolución de la vida, los climas y los ambientes y la oportunidad de comprender e interpretar mejor el pasado, presente y futuro del planeta en que vivimos.
El Equipo de El Museo,  integrado por técnicos y profesionales, trabaja en conjunto con otras áreas del Municipio e instituciones de Mar Chiquita, y con otras instituciones, museos y universidades de la Argentina y el mundo.

## En el Museo

### Salas y exhibiciones
El Museo incluye una Sala de Sistemas, que funciona a su vez como sala de bienvenida, en la que se plantean y debaten preguntas: ¿En qué se diferencian y se parecen los lugares en donde usted vive o ha visitado, y Santa Clara del Mar? ¿Y otros lugares del partido de Mar Chiquita? ¿Y de la provincia de Buenos Aires? ¿Y del resto de Argentina? ¿Y de Sudamérica? ¿Y del mundo?
En la Sala del Tiempo, se plantean y debanten otras preguntas: ¿Cómo cambian los climas y los ambientes? ¿En qué se parece y en qué se diferencia un lugar con sí mismo a través de los miles y millones de años? 
En la Sala de fósiles y Anatomía Comparada, se invita a los visitantes A mover el esqueleto!!!
Moviendo el propio esqueleto el visitante imagina el movimiento de los animales actuales y extinguidos, en una visita guiada interactiva.
En las Galerïas Fotogräficas, el visitante comparte la tarea de los paleontólogos y vive los descubrimientos de El Museo, desde dinosaurios hasta perezosos extinguidos, sigue de cerca las excavaciones e investigaciones y conoce el trabajo de los técnicos y paleontólogos.

## Actividades para el visitante
- Caminatas de Interpretación de la Naturaleza.
- Visitas guiadas con un enfoque interactivo
- Noches en el Museo: charlas nocturnas al aire libre
- Otras actividades próximas a anunciarse…

### Otra información
- Entrada libre y gratuita. Bono Contribución Voluntario.
- Fácil acceso a pie.
- Amplio espacio para estacionar autos, motos y bicicletas.
- Oferta variada de alojamiento y comidas en la zona.
- A menos de 1000 metros de la playa.
- Disponibilidad para circular en sillas de ruedas dentro del museo. Actividades para ciegos y disminuidos visuales.
- Desde Mar del Plata, Mar de Cobo, Balneario Parque Mar Chiquita, Vivoratá, Coronel Vidal y General Pirán: colectivo 221

- Datos: Q6033539